# Distretto di Chirimoto
Il distretto di Chirimoto è un distretto del Perù nella provincia di Rodríguez de Mendoza (regione di Amazonas) con 1.842 abitanti al censimento 2007 dei quali 105 urbani e 1.737 rurali.
È stato istituito il 13 ottobre 1932.